# Ne nézz a tükörbe!
A Ne nézz a tükörbe! (eredeti cím: Looking Glass) 2018-ban bemutatott amerikai filmthriller Tim Hunter rendezésében. A főbb szerepekben Nicolas Cage és Robin Tunney látható.
Az Amerikai Egyesült Államokban 2018. február 16-án mutatta be a Momentum Pictures, vegyes kritikai fogadtatás mellett.

## Cselekmény
Ray és Maggie nemrégiben vesztették el kislányukat, aki kizuhant egy ablakon. A pár az újrakezdés reményében megvásárol egy motelt a sivatag közelében. Ray felfedez egy kétirányú tükröt, amely a 10-es szobához kapcsolódik, és rettenetes gyilkosságok szemtanújává válik. Végül macska-egér játék veszi kezdetét, Raynek meg kell mentenie feleségét és önmagát a motelhez kapcsolódó furcsa titoktól és az oda látogató különös emberektől.

## Szereplők
| Szereplő           | Színész        | Magyar hang     |
| ------------------ | -------------- | --------------- |
| Ray                | Nicolas Cage   | Csankó Zoltán   |
| Maggie             | Robin Tunney   | Ruttkay Laura   |
| Howard             | Marc Blucas    | Szatmári Attila |
| Tommy              | Ernie Lively   | Várkonyi András |
| Jessica            | Jacque Gray    |                 |
| Cassie, a szőke nő | Kassia Conways |                 |
| Ben Harling        | Bill Bolender  | Kajtár Róbert   |
| Becky              | Kimmy Jimenez  |                 |

## Fogadtatás
A film általánosságban negatív véleményeket kapott a kritikusoktól. A Metacritic oldalán a film értékelése 33% a 100-ból, ami 12 véleményen alapul. A Rotten Tomatoeson a Ne nézz a tükörbe! 17%-os minősítést kapott, 23 értékelés alapján.